# Boulder Burial von Reanacaheragh
Das Boulder Burial von Reanacaheragh (irisch Ré na Cathrach) liegt südlich von Macroom, in der Nähe von Crookstown, im County Cork in Irland. Als Boulder Burial (auch Boulder Tomb) (deutsch etwa Findlingsgrab) wird in der irischen Archäologie ein Dolmen bezeichnet, bei dem ein massiver Deckstein bodennah auf drei oder mehr wesentlich kleineren Tragsteinen liegt und so, ähnlich wie bei den Dolmen vom Fröböke-Typ, einen niedrigen, kistenartigen Hohlraum bildet.
 
Das Boulder Burial von Reanacaheragh liegt leicht erhöht auf einer Wiese. Der massive Boulder ist fast sphärisch gerundet, mit einem Durchmesser von etwa 1,0 Meter. Der große Stein mit einem nasenartigen Vorsprung im Südwesten ist auf einem Durchmesser von etwa 2,0 Metern von 10 kleinen Steinen (nicht höher als 30 cm) umgeben, die den Randsteinkreis der Erhöhung bilden. Kleinere Steine, auf denen der Boulder üblicherweise aufliegt, sind nicht erkennbar.
In der Nähe liegen die Wedge Tombs von Knockane.